# Engelberg Oszkár
Engelberg Oszkár (Naszód, 1894. október 10. – Dés, 1976. március 28.) magyar orvos és szakíró.

## Életútja
Előbb klinikai orvos Kolozsvárt, majd Désen ambulatóriumi vezető főorvos. A belgyógyászat és az orvosi testnevelés kérdéseit tárgyaló írásait hazai orvosi folyóiratok közölték. 
Román-magyar és magyar-román orvosi terminológia és orvosi iratminta gyűjtemény (Kolozsvár, 1921) című román és magyar nyelvű munkája Iuliu Hațieganu előszavával jelent meg. Lágerélményeit tárgyaló emlékirata kéziratban maradt.